# Campionato mondiale femminile under 20 di calcio 2006
Il Campionato mondiale femminile under 20 di calcio 2006, terza edizione della manifestazione, si è disputato in Russia dal 17 agosto al 3 settembre 2006. La Germania è la squadra campione in carica. La Corea del Nord vince il titolo per la prima volta battendo la Cina in finale.
Gli incontri si disputarono in 4 stadi di Mosca (Stadio Dinamo, Stadio Lokomotiv, Stadio Podmoskovie e Stadio Ėduard Strel'cov) e uno di San Pietroburgo (Stadio Petrovskij). Inoltre fu il primo torneo ad avere come limite d'età 20 anni, invece di 19, come nelle due scorse edizioni. Questo cambiamento in vista della creazione del Campionato mondiale femminile under 17 di calcio, la cui prima edizione fu giocata nel 2008.

## Stadi
Il 27 febbraio 2006, la FIFA ha annunciato i cinque stadi scelti per il torneo.
| Mosca                                    | Mosca                              | Mosca                          |
| ---------------------------------------- | ---------------------------------- | ------------------------------ |
| Stadio Ėduard Strel'cov Capacità: 14.250 | Stadio Lokomotiv Capacità: 33.900  | Stadio Dinamo Capacità: 51.000 |
|                                          |                                    |                                |
| San Pietroburgo                          | Mosca                              |                                |
| Stadio Petrovskij Capacità: 22.500       | Stadio Podmoskovie Capacità: 5.000 |                                |
|                                          |                                    |                                |

## Squadre qualificate
| Confederazione                            | Torneo di qualificazione                   | Qualificata/e                       |
| ----------------------------------------- | ------------------------------------------ | ----------------------------------- |
| AFC (Asia)                                | Campionato asiatico Under-19 2006          | Cina Corea del Nord Australia       |
| CAF (Africa)                              | Coppa delle Nazioni Africane Under-20 2006 | RD del Congo Nigeria                |
| CONCACAF (Nord, Centro America & Caraibi) | Campionato nordamericano Under-20 2006     | Canada Messico Stati Uniti          |
| CONMEBOL (Sud America)                    | Campionato sudamericano Under-20 2006      | Argentina Brasile                   |
| OFC (Oceania)                             | Campionato oceaniano Under-20 2006         | Nuova Zelanda                       |
| UEFA (Europa)                             | Campionato Europeo Under-19 2005           | Francia Germania Svizzera Finlandia |
| Nazione ospitante                         | Nazione ospitante                          | Russia                              |

## Fase a gironi

### Gruppo A
| Pos. | Squadra       | Pt | G | V | N | P | GF | GS | DR |
| ---- | ------------- | -- | - | - | - | - | -- | -- | -- |
| 1.   | Brasile       | 5  | 3 | 1 | 2 | 0 | 2  | 0  | +2 |
| 2.   | Russia        | 5  | 3 | 1 | 2 | 0 | 4  | 3  | +1 |
| 3.   | Australia     | 4  | 3 | 1 | 1 | 1 | 4  | 3  | +1 |
| 4.   | Nuova Zelanda | 1  | 3 | 0 | 1 | 2 | 2  | 6  | -4 |

| Arbitro: | Gyoengyi Gaal |

|  |           |                                |
|  | Marcatori | 39’ 80’ McCallum 90+3’ Shipard |

| San Pietroburgo 17 agosto 2006, ore 19:00 UTC+4 | Russia          | 0 – 0 referto | Brasile | Stadio Petrovskij (10200 spett.)\| Arbitro: \| Jenny Palmqvist \| |
| Arbitro:                                        | Jenny Palmqvist |               |         |                                                                   |

| Arbitro: | Jennifer Bennet |

|                            |           |  |
| Francielle 42’ Fabiana 69’ | Marcatori |  |

| Arbitro: | Hong Eun-Ah |

|                                          |           |                         |
| Kožnikova 5’ Terechova 14’ Akimova 90+3’ | Marcatori | 18’ Erceg 56’ Humphries |

| Mosca 23 agosto 2006, ore 16:00 UTC+4 | Brasile        | 0 – 0 referto | Nuova Zelanda | Stadio Podmoskovie (510 spett.)\| Arbitro: \| Shane De Silva \| |
| Arbitro:                              | Shane De Silva |               |               |                                                                 |

| Arbitro: | Christine Beck |

|            |           |               |
| Brogan 85’ | Marcatori | 75’ Kožnikova |

### Gruppo B
| Pos. | Squadra   | Pt | G | V | N | P | GF | GS | DR  |
| ---- | --------- | -- | - | - | - | - | -- | -- | --- |
| 1.   | Cina      | 9  | 3 | 3 | 0 | 0 | 6  | 1  | +5  |
| 2.   | Nigeria   | 6  | 3 | 2 | 0 | 1 | 11 | 5  | +6  |
| 3.   | Canada    | 3  | 3 | 1 | 0 | 2 | 4  | 4  | 0   |
| 4.   | Finlandia | 0  | 3 | 0 | 0 | 3 | 1  | 12 | -11 |

| Arbitro: | Diane Ferreira-James |

|                      |           |                |
| Ma 37’ (rig.) Zi 72’ | Marcatori | 2’ (aut.) Yuan |

| Arbitro: | Bentla de Coth |

|                           |           |                       |
| Ishola 29’ Uwak 82’ 90+1’ | Marcatori | 25’ Kyle 71’ Cicchini |

| Arbitro: | Natalie Avdonchenko |

|  |           |                         |
|  | Marcatori | 39’ (rig.) 70’ Robinson |

| Arbitro: | Christine Beck |

|                   |           |  |
| Lou 9’ Ma 31’ 69’ | Marcatori |  |

| Arbitro: | Jennifer Bennett |

|  |           |                                                       |
|  | Marcatori | 7’ 42’ Sabi 13’ 65’ 79’ Eke 15’ Uwak 47’ 73’ Chikwelu |

| Arbitro: | Claudine Brohet |

|  |           |        |
|  | Marcatori | 48’ Ma |

### Gruppo C
| Pos. | Squadra        | Pt | G | V | N | P | GF | GS | DR  |
| ---- | -------------- | -- | - | - | - | - | -- | -- | --- |
| 1.   | Corea del Nord | 9  | 3 | 3 | 0 | 0 | 10 | 0  | +10 |
| 2.   | Germania       | 6  | 3 | 2 | 0 | 1 | 15 | 3  | +12 |
| 3.   | Messico        | 3  | 3 | 1 | 0 | 2 | 5  | 15 | -10 |
| 4.   | Svizzera       | 0  | 3 | 0 | 0 | 3 | 2  | 14 | -12 |

| Arbitro: | Tammy Ogston |

|               |           |                                            |
| Bürki 12’ 65’ | Marcatori | 15’ 45+2’ Corral 30’ Gordillo 90+2’ Ocampo |

| Arbitro: | Fatou Gaye |

|                 |           |  |
| Jong 35’ Jo 70’ | Marcatori |  |

| Arbitro: | Gyoengyi Gaal |

|              |           |                                                                                                   |
| Cisneros 76’ | Marcatori | 24’ Okoyino Da Mbabi 29’ Bajramaj 31’ Kessler 37’ 44’ 84’ Blaesse 49’ Laudehr 58’ Maier 77’ Oster |

| Arbitro: | Shane De Silva |

|  |           |                                      |
|  | Marcatori | 45+1’ Jong 50’ Kim O. 78’ 80’ Kim S. |

| Arbitro: | Dianne Ferreira-James |

|                                                                          |           |  |
| Bajramaj 4’ 62’ Laudehr 21’ Okoyino Da Mbabi 45’ Kessler 85’ Blaesse 89’ | Marcatori |  |

| Arbitro: | Natalia Avdonchenko |

|  |           |                                  |
|  | Marcatori | 33’ Mi 35’ Kim K. 42’ Kil 59’ Oh |

### Gruppo D
| Pos. | Squadra      | Pt | G | V | N | P | GF | GS | DR |
| ---- | ------------ | -- | - | - | - | - | -- | -- | -- |
| 1.   | Stati Uniti  | 9  | 3 | 3 | 0 | 0 | 7  | 2  | +5 |
| 2.   | Francia      | 6  | 3 | 2 | 0 | 1 | 6  | 1  | +5 |
| 3.   | Argentina    | 3  | 3 | 1 | 0 | 2 | 5  | 9  | -4 |
| 4.   | RD del Congo | 0  | 3 | 0 | 0 | 3 | 1  | 7  | -6 |

| Arbitro: | Claudine Brohet |

|           |           |                                 |
| Nzuzi 70’ | Marcatori | 33’ O'Hara 65’ (rig.) Rodriguez |

| Arbitro: | Shane de Silva |

|                                                |           |  |
| Boulleau 12’ Delie 28’ 65’ Nécib 51’ Houra 85’ | Marcatori |  |

| Arbitro: | Fatou Gaye |

|                                               |           |             |
| Rostedt 13’ Adams 38’ Long 62’ Nogueira 90+1’ | Marcatori | 53’ Pereyra |

| Arbitro: | Tammy Ogston |

|  |           |           |
|  | Marcatori | 45’ Henry |

| Arbitro: | Bentla de Coth |

|                                    |           |  |
| Manicler 13’ 17’ 45+2’ Potassa 15’ | Marcatori |  |

| Arbitro: | Hong Eun-Ah |

|             |           |  |
| Rostedt 61’ | Marcatori |  |

## Fase finale

### Tabellone
|  | Quarti di finale            | Quarti di finale  |                     |             | Semifinali                | Semifinali                |  |  | Finale              | Finale |
|  |                             |                   |                     |             |                           |                           |  |  |                     |        |
|  | 26 agosto - Mosca           |                   |                     |             |                           |                           |  |  |                     |        |
|  |                             |                   |                     |             |                           |                           |  |  |                     |        |
|  | Brasile                     | 2                 |                     |             |                           |                           |  |  |                     |        |
|  | Brasile                     | 2                 | 31 agosto - Mosca   |             |                           |                           |  |  |                     |        |
|  | Nigeria                     | 1                 |                     |             |                           |                           |  |  |                     |        |
|  | Nigeria                     | 1                 | Brasile             | 0           |                           |                           |  |  |                     |        |
|  | 27 agosto - San Pietroburgo |                   | Brasile             | 0           |                           |                           |  |  |                     |        |
|  |                             | Corea del Nord    | 1                   |             |                           |                           |  |  |                     |        |
|  | Corea del Nord              | Corea del Nord    | 1                   | 2           |                           |                           |  |  |                     |        |
|  | Corea del Nord              |                   | 3 settembre - Mosca | 2           |                           |                           |  |  |                     |        |
|  | Francia                     | 1                 |                     |             |                           |                           |  |  |                     |        |
|  | Francia                     | 1                 | Corea del Nord      | 5           |                           |                           |  |  |                     |        |
|  | 26 agosto - Mosca           |                   | Corea del Nord      | 5           |                           |                           |  |  |                     |        |
|  |                             | Cina              | 0                   |             |                           |                           |  |  |                     |        |
|  | Cina                        | Cina              | 0                   | 4           |                           |                           |  |  |                     |        |
|  | Cina                        | 31 agosto - Mosca |                     | 4           |                           |                           |  |  |                     |        |
|  | Russia                      | 0                 |                     |             |                           |                           |  |  |                     |        |
|  | Russia                      | 0                 | Cina                | 5           | Finale per il terzo posto | Finale per il terzo posto |  |  |                     |        |
|  | 27 agosto - San Pietroburgo |                   | Cina                | 5           | Finale per il terzo posto | Finale per il terzo posto |  |  |                     |        |
|  |                             | Stati Uniti       | 4                   |             |                           |                           |  |  |                     |        |
|  | Stati Uniti                 | Stati Uniti       | 4                   | 4           | Brasile                   | 6                         |  |  |                     |        |
|  | Stati Uniti                 |                   |                     | 4           | Brasile                   | 6                         |  |  |                     |        |
|  | Germania                    | 1                 |                     | Stati Uniti | 5                         |                           |  |  |                     |        |
|  | Germania                    | 1                 |                     |             | 5                         |                           |  |  |                     |        |
|  |                             |                   |                     |             |                           |                           |  |  | 3 settembre - Mosca |        |
|  |                             |                   |                     |             |                           |                           |  |  |                     |        |

### Quarti di finale
| Arbitro: | Natalia Avdonchenko |

|                             |           |          |
| Fabiana 45+2’ Adriane 90+5’ | Marcatori | 65’ Uwak |

| Arbitro: | Gyoengyi Gaal |

|                                |           |  |
| Zi 8’ Ma 19’ Zhang 40’ You 60’ | Marcatori |  |

| Arbitro: | Jennifer Bennet |

|                     |           |            |
| Kim K. 46’ Hong 90’ | Marcatori | 62’ Thomis |

| Arbitro: | Jenny Palmqvist |

|                                        |           |             |
| O'Hara 36’ Adams 37’ 70’ Rodriguez 90’ | Marcatori | 65’ Neumann |

### Semifinali
| Arbitro: | Christine Beck |

|  |           |           |
|  | Marcatori | 87’ Ri U. |

| Arbitro: | Tammy Ogston |

|                             |                      |                                   |
| Zhuang Zhang Yuan Zi Ma Zhu | Tiri di rigore 5 – 4 | Dew Adams Poach Lopez Bock Cheney |

### Match per il terzo posto
| Arbitro: | Jenny Palmqvist |

|                                                                    |                      |                                                   |
| Daiane Renata Costa Aliane Francielle Mônica Fabiana Érika Maurine | Tiri di rigore 6 – 5 | Dew Long Angeli Heath Adams Lopez Rodriguez Poach |

### Finale
| Arbitro: | Jennifer Bennet |

|                                     |           |  |
| Jo 29’ Kim S. 39’ 45+2’ 52’ Kil 56’ | Marcatori |  |

## Classifica marcatori
| Gol |  |  | Giocatore        | Squadra        |
| --- |  |  | ---------------- | -------------- |
| 5   |  |  | Ma Xiaoxu        | Cina           |
| 5   |  |  | Kim Song-hui     | Corea del Nord |
| 4   |  |  | Anna Blässe      | Germania       |
| 4   |  |  | Cynthia Uwak     | Nigeria        |
| 3   |  |  | Fatmire Bajramaj | Germania       |
| 3   |  |  | Maureen Eke      | Nigeria        |
| 3   |  |  | Ludmila Manicler | Argentina      |
| 3   |  |  | Danesha Adams    | Stati Uniti    |

## Premi
Al termine del torneo sono stati assegnati questi premi:
| Pallone d'oro         | Pallone d'argento | Pallone di bronzo |
| --------------------- | ----------------- | ----------------- |
| Ma Xiaoxu             | Zhang Yanru       | Danesha Adams     |
| Scarpa d'oro          | Scarpa d'argento  | Scarpa di bronzo  |
| Ma Xiaoxu             | Kim Song-hui      | Anna Blässe       |
| 5 goal                | 5 goal            | 4 goal            |
| Premio Fair Play FIFA |                   |                   |
| Corea del Nord        |                   |                   |